# HD 2529
HD 2529，又名CD-51 113，SAO 232055、HR 111，是一颗恒星，视星等为6.26，位于銀經311.91，銀緯-66.2，其B1900.0坐标为赤經0h 23m 52.8s，赤緯-51° -66.2′ 9″。